# The Bold Type
The Bold Type es una serie de televisión estadounidense de comedia dramática creada por Sarah Watson, y protagonizada por Katie Stevens, Aisha Dee y Meghann Fahy. Está inspirado en la vida de la exeditora de Cosmopolitan, Joanna Coles. La serie se estrenó oficialmente con un episodio de dos horas en Freeform el 11 de julio de 2017, después de que el episodio piloto fuera emitido en una vista previa especial el 20 de junio de 2017.
El 4 de octubre de 2017, Freeform renovó la serie por dos temporadas adicionales de 10 episodios cada una. En mayo de 2019, Freeform anunció la renovación de la serie para una cuarta temporada de 18 episodios, la cual se estrenó el 23 de enero de 2020. La serie finalizó con una quinta temporada de 6 episodios que se estrenó el 26 de mayo de 2021.

## Sinopsis
La serie se centra alrededor de tres amigas –Jane (Katie Stevens), Kat (Aisha Dee) y Sutton (Meghann Fahy)– que trabajan para Scarlet, una revista mundial de la mujer. El programa explorará sus extravagantes vidas en la ciudad de Nueva York mientras aprenden a encontrar sus propias voces, explorar su sexualidad y enamorarse, siempre al lado de la moda.

## Elenco y personajes

### Principales
- Katie Stevens como Jane Sloan, una escritora recién ascendida en la revista Scarlet.
- Aisha Dee como Kat Edison, la directora de medios sociales recientemente promovida en la revista Scarlet.
- Meghann Fahy como Sutton Brady, asistente de la revista Scarlet.
- Sam Page como Richard Hunter, un miembro de la junta directiva de Scarlet y abogado del grupo editorial de la revista.
- Matt Ward como Alex, un escritor en la revista Scarlet.
- Melora Hardin como Jacqueline Carlyle, redactora en jefe de la revista Scarlet.

### Recurrentes
- Nikohl Boosheri como Adena El-Amin, una fotógrafa que es el interés romántico de Kat.
- Emily Chang como Lauren Park, la editora ejecutiva de Scarlet.
- Dan Jeannotte como Ryan Decker, un escritor en la revista Pinstripe, que también es el interés romántico de Jane. Las chicas se refieren a él como "Pinstripe".
- Stephen Conrad Moore como Oliver Grayson, jefe del departamento de moda de la revista Scarlet.

## Episodios
| Temporada | Temporada | Episodios | Episodios | Emisión original    | Emisión original        |
| Temporada | Temporada | Episodios | Episodios | Primera emisión     | Última emisión          |
| --------- | --------- | --------- | --------- | ------------------- | ----------------------- |
|           | 1         | 10        | 10        | 20 de junio de 2017 | 5 de septiembre de 2017 |
|           | 2         | 10        | 10        | 12 de junio de 2018 | 7 de agosto de 2018     |
|           | 3         | 10        | 10        | 9 de abril de 2019  | 11 de junio de 2019     |
|           | 4         | 16        | 16        | 23 de enero de 2020 | —                       |
|           | 5         | 6         | 6         | 5 de junio de 2021  | —                       |

## Desarrollo

### Producción
El 7 de abril de 2016, Freeform ordena un piloto para la serie anteriormente titulado Issues. El 10 de enero de 2017, la serie fue encargada oficialmente para su difusión en el verano de 2017 con su título actual.
Unos meses más tarde, se revela que la serie será transmitida desde el 11 de julio de 2017 con el lanzamiento de los dos primeros episodios. Por último, en junio de 2017, se anunció que el primer episodio será transmitido como una vista previa el 20 de junio de 2017 después del penúltimo episodio de Pretty Little Liars.
Freeform renovó la serie para una segunda y tercera temporada, que se compondrá de 10 episodios cada uno, el 4 de octubre de 2017. Al mismo tiempo, se anunció que Amanda Lasher asumiría el papel de showrunner después de que la creadora de la serie Sarah Watson tuviera "diferencias creativas con la cadena".  En mayo de 2019, Freeform anuncio la renovación de la serie para una cuarta temporada de 18 episodios. La cuarta temporada se estrenó el 23 de enero de 2020.

### Casting
El 16 de agosto de 2016, Samuel Page unió al reparto en el papel de Richard, seguido a los pocos días por Melora Hardin en el papel de Jacqueline. El 22 de agosto de 2016, Katie Stevens, Aisha Dee y Meghann Fahy se unieron al reparto en los papeles de Jane, Sutton y Kat, junto con Matt Ward como Alex. Nikohl Boosheri y Emily C. Chang se unen a la serie en papeles recurrentes.

### Rodaje
El 22 de agosto de 2016, el rodaje del piloto comienza en Toronto. El rodaje de los episodios restantes comienza el 10 de abril de 2017 en Montreal. La filmación de la segunda temporada comenzó el 18 de febrero de 2018.

## Recepción
La serie ha recibido críticas positivas por parte de críticos. En Rotten Tomatoes, la serie tiene una calificación de 95% con una calificación promedio de 7.5/10 basada en 22 reseñas. Sin embargo, Metacritic, asigna una calificación de 100 a las críticas de los principales críticos, informó que hubo "críticas mixtas" para la serie, con un puntaje promedio de 56 basado en 8 reseñas.

### Reconocimientos
| Año  | Premiación         | Categoría                     | Nominado(s)   | Resultado | Ref.   |
| ---- | ------------------ | ----------------------------- | ------------- | --------- | ------ |
| 2017 | Teen Choice Awards | Choice Summer TV Show         | The Bold Type | Nominado  | [ 24 ] |
| 2017 | Teen Choice Awards | Choice Summer TV Star: Female | Aisha Dee     | Nominada  | [ 24 ] |
| 2018 | GLAAD Media Awards | Outstanding Comedy Series     | The Bold Type | Nominado  | [ 25 ] |
| 2018 | Teen Choice Awards | Choice Summer TV Show         | The Bold Type | Nominado  | [ 26 ] |
| 2018 | Teen Choice Awards | Choice Summer TV Star         | Aisha Dee     | Nominada  | [ 26 ] |
| 2018 | Teen Choice Awards | Choice Summer TV Star         | Meghann Fahy  | Nominada  | [ 26 ] |
| 2018 | Teen Choice Awards | Choice Summer TV Star         | Katie Stevens | Nominada  | [ 26 ] |